# Tenerifei légi katasztrófa
1977. március 27-én a Kanári-szigetcsoporthoz tartozó Tenerife sziget Los Rodeos repülőterén történt a repülés történetének egyik legsúlyosabb katasztrófája. Két Boeing 747-es, a holland KLM és az amerikai Pan Am gépe a futópályán összeütközött és felrobbant. A két gépen összesen 583 ember vesztette életét, és mindössze 61-en élték túl a katasztrófát. Ez volt a Kanári-szigetek történelmének, valamint a légi közlekedés történetének napjainkig legtöbb emberáldozattal járó tömegszerencsétlensége.

## A két repülőjárat
A Pan Am 1736-os charterjárata Los Angelesből, New York-i megállóval indult Las Palmasra. A KLM 4805-ös charterjárata Amszterdamból indult a Las Palmas-i reptérre.

## A baleset előzményei
Hely idő szerint 12 óra 30 perckor bomba robbant a Las Palmas-i reptér indulási csarnokában. A robbanás után pánik tört ki az épületben, és mindenki igyekezett kijutni a terminálból. A robbanásnak halálos áldozata nem volt, azonban 8 ember súlyos sérüléseket szenvedett. Mint később kiderült, a bombát egy helyi szeparatista csoport helyezte el, akik a Kanári-szigetek elszakadásáért harcoltak.
Negyedórával később ismeretlen telefonáló közölte a repülőtér hatóságaival, hogy még egy bomba van elhelyezve, mely hamarosan működésbe lép. Az információ birtokában a hatóságok azonnal kiürítették és bezárták a Las Palmas-i repülőteret. Az összes érkező gépet átirányították a tenerifei Los Rodeos repülőtérre, köztük a KLM és a Pan Am gépét is. A Pan Am kapitánya ugyan próbálkozott azzal, hogy a levegőben körözve kivárja, míg megnyitják a repülőteret, azonban ezt megtagadta az irányítás.

## A baleset
14 óra 15 perckor a KLM repülőgépe leszállt Tenerifén, és a 12-es pályaküszöb mellett található várópontra irányították, mivel a forgalmi előtér már megtelt az átirányított repülőgépekkel. Itt a már előzőleg leparkolt norvég Braathens SAFE Boeing 737-es mellé állt a KLM Jumbója. Ezután leszállt a dán Sterling Boeing 727-es gépe, mely a KLM géppel szemben kapott helyet. Nem sokkal ezután landolt a SATA DC–8-asa, mely a 727-es mellé állt. A holland gép utasait a repülőtér tranzitvárójában helyezték el, míg a személyzet felkészítette a repülőgépet a tovább útra. Nem sokkal később landolt a Pan Am 747-ese és a KLM gépe mellé parkolt. Az amerikai gép utasai nem szálltak ki a gépből, és a személyzet is csak a repülőgép átvizsgálása végett kért utaslépcsőt.
A Las Palmas-i repteret 14 óra 30 perckor megnyitották, miután alaposan átvizsgálták és nem találtak újabb bombát. 15 óra 30 perckor Victor Grubbs kapitány (Pan Am) engedélyt kért az indulásra, azonban ezt az irányítótorony megtagadta. A hatalmas gép se a terminál, se a futópálya irányába nem tudott elindulni, mivel a gurulóutakat szinte teljesen eltorlaszolták a parkoló repülőgépek. Grubbs kapitány és másodpilótája, Robert Bragg türelmetlenül járkáltak fel-alá a holland gép körül, és méregették, vajon van-e elegendő hely arra, hogy elsőnek guruljanak ki. Azonban belátták, hogy nem férnek el a KLM gépe mellett. Egyetlen megoldás maradt csak, ha kivárják a holland gép indulását. Igen ám, de a KLM utasai még a terminál épületében várakoztak. Így eleve reménytelen volt, hogy a Pan Am-gép előbb indulhasson.
Az időjárás egyre romlott, kezdett köd kialakulni a földfelszínen, ezért Veldhuyzen van Zanten kapitány (KLM) úgy döntött, hogy tankol. Döntését azzal indokolta, hogy ha esetleg későn érnének Las Palmasba, akkor nem akar ezzel is időt veszíteni, mivel a szolgálati idejük hamarosan lejárt volna, és abban az esetben nem indulhatnak vissza Amszterdamba. A hír hallatán a Pan Am-gép már amúgy is feszült személyzete még idegesebb lett, mert utasaik már több mint 13 órája voltak a fedélzeten, ráadásul este egy luxushajót kellett volna elérniük, mellyel 12 napos hajóútra indultak.

A Los Rodeos repülőtér a számozott gurulóutakkal

Végül nem sokkal 17 óra előtt a KLM megkapta a gurulási engedélyt, mely úgy szólt, hogy guruljanak végig a futópályán és a végénél tegyenek egy 180º-os fordulót, majd várjanak a felszállási engedélyre. Az engedélyt a másodpilóta visszaigazolta és a gép megkezdte a gurulást. Eközben a Pan Am gépét arra utasították, hogy kezdjen el gurulni a KLM gépe mögött a futópályán, de azt a C3-as gurulón hagyja el. Grubbs kapitány az engedélynek megfelelően kigurult a várópontról és a KLM gépét követve, de jóval lassabban gurulva indultak el a pálya másik vége felé. A KLM elérte a 30-as pályaküszöböt, és megkezdte a 180º-os forduló végrehajtását. Eközben a Pan Am elérte a C3-as gurulóutat. Ekkor némi zavarodottság uralkodott mindkét pilótafülkében, mely visszavezethető volt az előző órák fárasztó és idegfeszítő várakozására. Az amerikai személyzet nem volt benne biztos, hogy melyik gurulóúton kell lefordulniuk a ködben. Az utasítást megkapták ugyan, de csak egy kis méretű térképük volt a számukra ismeretlen repülőtérről. Rá is kérdeztek többször, hogy melyiknél kell lefordulniuk. Miközben a torony többször elismételte a gurulóút számát angolul és spanyolul is, addigra a Pan Am gép épp elérte azt. Grubbs kapitány látván, hogy ez egy Z alakú rendkívül kedvezőtlen szögben csatlakozó gurulóút, úgy döntött, nem kockáztatja meg, hogy a 135°-os szögű forduló alatt esetleg lefussanak a betonról, így tovább gurultak. Azonban fogalmuk sem volt, hogy ez volt az ominózus C3-as guruló. A KLM ebben a pillanatban fejezte be a 180º-os fordulót, majd van Zanten kapitány gázt adott. A köd körülbelül 700 méteres látótávolságot biztosított csupán. Ekkor rászólt Meurs másodpilóta, hogy „– Pillanat, még nincs felszállási engedélyünk!” Erre a kapitány visszahúzta a gázkarokat, és annyit mondott: „Tudom, gyerünk, kérdezz rá!” Ezt a másodpilóta meg is tette.
17:05:44.8 „– KLM4805 felszállásra kész, (…) és várjuk a légiforgalmi irányítási engedélyt.”

17:05:53.4 „– KLM4805 felszállás után emelkedjen FL90-re, majd jobb forduló 40º és álljon rá a Las Palmasi VOR adóra a 325º-os irányon.”
Ekkor van Zanten kapitány újra gázt adott, és kiengedte a kerékfékeket. A másodpilóta ekkor nem mert újra szólni, inkább visszaolvasta az útvonalengedélyt. A holland kapitány saját anyanyelvén közölte az irányítótoronnyal, hogy elindultak, amit a torony nyugtázott.
17:06:13 „– Megyünk./We gaan.”

17:06:19 „– OK.”
Eközben a Pan Am személyzete hallotta a rádióforgalmazást, és azonnal jelezték helyzetüket. 
17:06:20.3 „– Még mindig gurulunk lefelé a kifutón, 1736-os.” 

Ezt a közleményt azonban a KLM pilótái nem hallották egészében és tisztán, mivel épp a másodpilóta olvasta vissza az útvonalengedélyt, így a KLM pilótafülkéjében csak egy négy másodperces sípolás hallatszott. Pár másodperc múlva a KLM gépe már egyre gyorsabban gurult a futópályán.
17:06:25.6-kor a torony nyugtázta a Pan Am jelentését
„– Rendben 1736-os jelentse, ha elhagyták a pályát.” 

„– OK, jelentünk, ha üres a pálya.”
Ezt hallva  a KLM fedélzeti mérnöke ezt kérdezte
"– Még nem ment le?" Erre van Zanten:

"– Mit mondasz?" 

"– Még nem ment le a Pan Am?" 

"– Igen." (Jawe) (ez értelmezhető volt nem ment le és lement-ként is)
Ez volt az utolsó lehetőség, ahol még meg lehetett volna állítani a katasztrófát. A Pan Am gépéről ekkor pillantották meg a KLM fényeit. Grubbs kapitány teljes gázt adott a jobb oldali hajtóműveknek, mellyel a repülőgép balra kezdett fordulni. Minden igyekezetével azon volt, hogy a gépet megmentse, ezért megpróbált legurulni a pályáról. Azonban egy Boeing 747-esnek nem elég pár másodperc egy ilyen manőver végrehajtásához.
Eközben a KLM gépén van Zanten kapitány teljes erőből húzta a botkormányt felfelé, hogy a gép mielőbb a levegőbe emelkedjen. A repülőgép farokrésze mintegy 100 méteren keresztül végigszántotta a betont. A KLM gépe 320 km/h sebességgel elemelkedett a betontól, de nekiütközött a Pan Am tetejének. A KLM 747-es orra és az első törzsszekciója még átsuhant a Pan Am felett, de a főfutók és a hajtóművek már nem. Így a KLM szinte leborotválta a Pan Am függőleges vezérsíkját, valamint az emeleti kabint; futóművei és hajtóművei leszakadtak az ütközés során.
A felszállás előtt kerozinnal feltöltött holland repülőgép még 150 métert repült, majd visszazuhant a pályára, ahol további 300 métert csúszott, míg végül 90° szögben kifarolt és oldalára dőlve megállt. A gép azonnal felrobbant, és a pusztító tűz pillanatok alatt elterjedt az egész gépen. A Pan Am szintén kigyulladt, majd másodpercekkel később felrobbant. A két gép fedélzetén lévő mintegy 120 000 liternyi kerozin hatalmas tűzvészt okozott.
A tragédiában a KLM fedélzetén tartózkodó 234 utas és a 14 fős személyzet életét veszítette. A Pan Am gépét 64 utasnak, 4 légi-utaskísérőnek és a 3 pilótának sikerült elhagynia a robbanás előtt, azonban 316 utas és a személyzet további 9 tagja már nem tudott kijutni a roncsból. A 64 megmenekült utas között nagyon sokan súlyos sérüléseket szenvedtek, és a kórházban később 10 fő életét veszítette. Így a Pan Am utasai közül összesen 326 fő veszítette életét. A roncsok még órákig égtek, mire a tűzoltóknak sikerült megfékezni a lángokat. A katasztrófa mérlege 583 halott és 61 túlélő.

## A kivizsgálás
A szerencsétlenség legfőbb okai:
- A KLM személyzete felszállási engedély nélkül indult el.
- A Pan Am repülőgépe sem az első, sem a harmadik gurulóúton, sem másutt nem hagyta el a kifutót.
- A rossz időjárásban nem látták egymást.
- A repülőtéren nem volt gurítóradar.
- A légiforgalmi-irányítás nem volt felkészülve ekkora forgalomra, például nem beszéltek elég jól angolul.
- A repülőtéren nem volt korszerű rádiótechnika.
- A repülőgépek személyzetei nem voltak ismerősek a repülőtéren, és ehhez segédletük sem volt megfelelően kialakítva.
- A repülőtér kedvezőtlen kialakításából adódóan nem volt alkalmas ekkora gépek kezelésére.
- A KLM személyzete időnyomás alatt volt.